# حشره‌خوار دندان‌سفید کوچک آسیایی
 حشره‌خوار دندان‌سفید کوچک آسیایی (نام علمی: Crocidura shantungensis) نام یک گونه از سرده حشره‌خوارهای دندان‌سفید است.